# Badister parviceps
Badister parviceps är en skalbaggsart som beskrevs av Ball. Badister parviceps ingår i släktet Badister och familjen jordlöpare. Inga underarter finns listade i Catalogue of Life.